# Carmen Small
Carmen Small (Durango (Colorado), 20 april 1980) is een Amerikaanse ploegleider en voormalig wielrenster. Ze was actief tussen 2009 en 2017. Vanaf 2018 is ze ploegleider; de eerste twee jaar bij Team Virtu en vanaf 2020 bij Ceratizit-WNT. Small won tweemaal goud met haar ploeg Specialized-lululemon op het WK ploegentijdrit in Florence en Ponferrada. In 2013 werd ze Amerikaans kampioen tijdrijden en won ze brons op het WK tijdrijden. In 2015 won ze het Pan-Amerikaans kampioenschap tijdrijden. Zij reed bij ploegen als S.C. Michela Fanini Rox, Team Tibco, Specialized-lululemon, Twenty16 presented by Sho-Air, Bigla Pro Cycling Team, Cylance Pro Cycling en Team VéloCONCEPT.

## Palmares

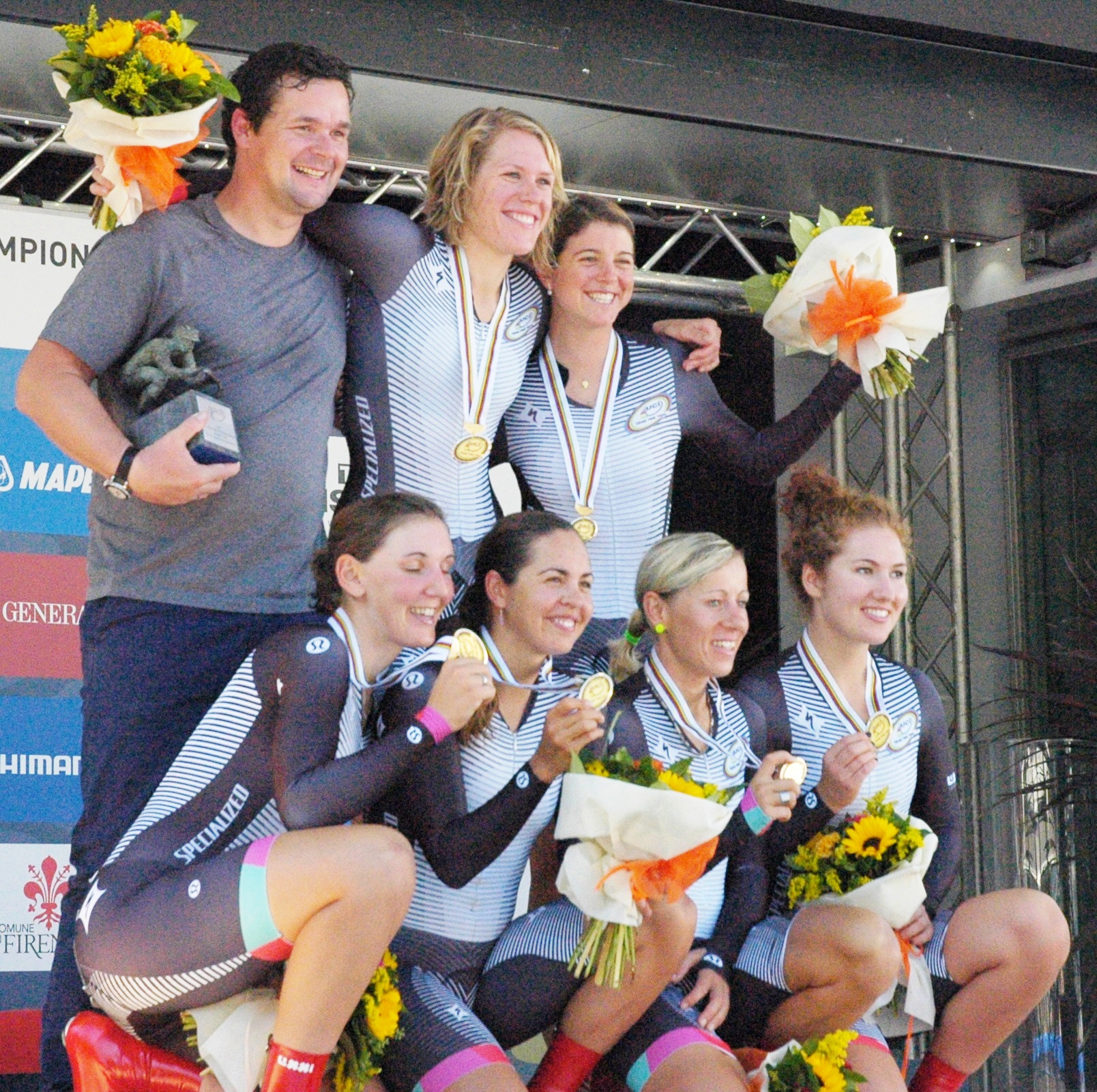
WK Ploegentijdrit 2013.

2011
6e op Amerikaans kampioenschap tijdrijden
2012
Classica Citta di Padova
 Chrono Champenois
 Amerikaans kampioenschap op de weg
4e op Amerikaans kampioenschap tijdrijden
2013
 WK Ploegentijdrit met Specialized-lululemon in Florence
(met Ellen van Dijk, Evelyn Stevens, Lisa Brennauer en Trixi Worrack)
 Amerikaans kampioen tijdrijden
 Pan-Amerikaans kampioenschap tijdrijden
 WK Tijdrijden
Chrono Gatineau
2e etappe Thüringen Rundfahrt
1e etappe (TTT) Lotto Ladies Tour
2e etappe (TTT) Boels Ladies Tour
 Chrono Champenois
2014
 WK Ploegentijdrit met Specialized-lululemon in Ponferrada
(met: Chantal Blaak, Lisa Brennauer, Karol-Ann Canuel, Evelyn Stevens en Trixi Worrack)
Etappe 3B (TTT) Energiewacht Tour
(met: Chantal Blaak, Lisa Brennauer, Tiffany Cromwell en Trixi Worrack)
 Amerikaans kampioenschap tijdrijden
2015
Chrono Gatineau
 Pan-Amerikaans kampioen tijdrijden
 Amerikaans kampioenschap tijdrijden
2016
 Amerikaans kampioen tijdrijden
 Bergklassement GP Elsy Jacobs
1e etappe Cascade Cycling Classic

## Ploegen
- 2009-2010 -  S.C. Michela Fanini Rox

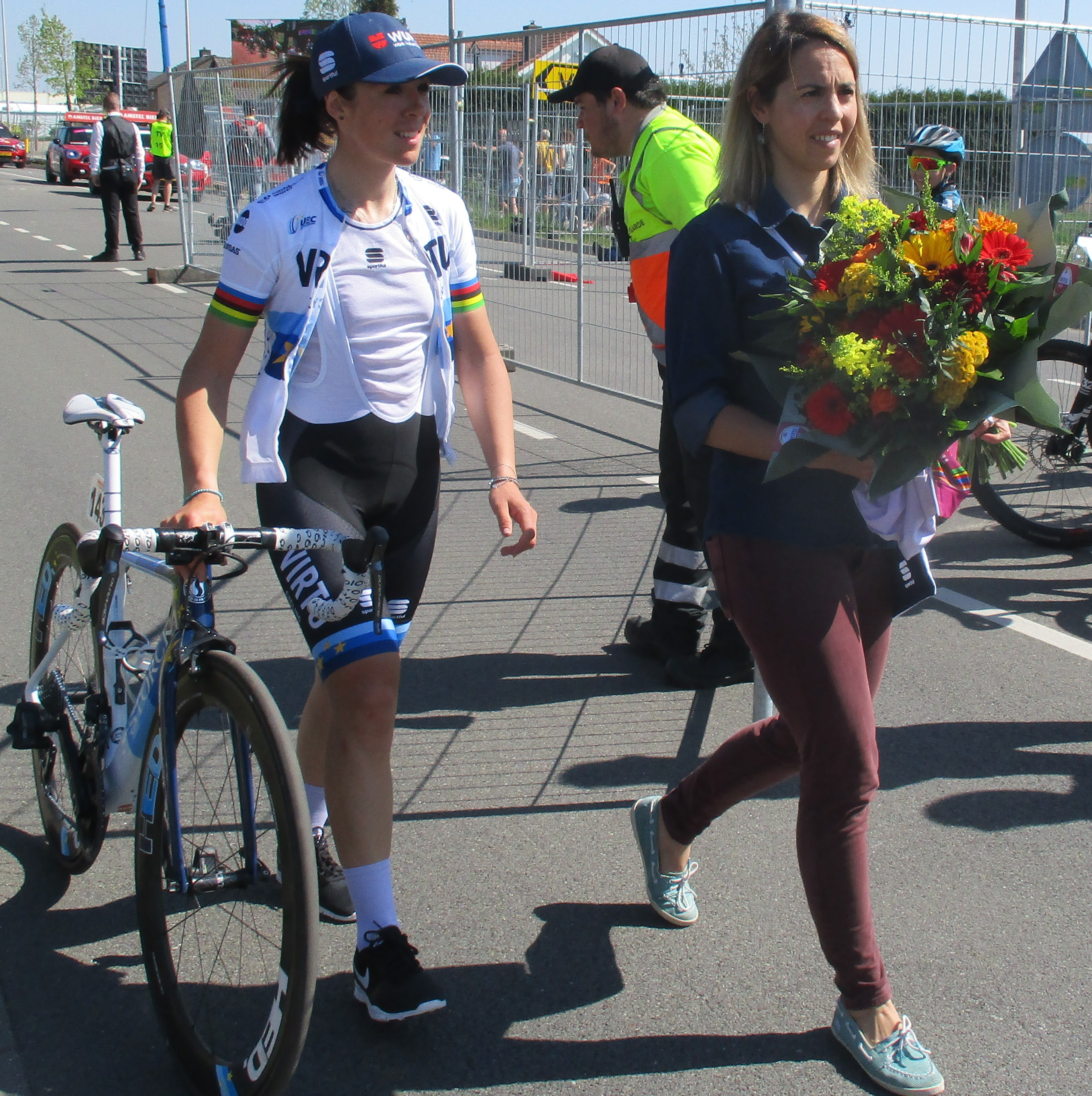
Small (rechts) als ploegleider in 2019.

- 2010 -  Colavita-Baci p/b Cooking Light
- 2011 -  TIBCO - To The Top
- 2012 -  Team Optum p/b Kelly Benefit Strategies
- 2013-2014 -  Specialized-lululemon
- 2015 (tot 25 juni) -  Twenty16 presented by Sho-Air
- 26 juni 2015 - 10 juli 2016 -  Bigla Pro Cycling Team
- 2016 (vanaf 11 juli) -  Cylance Pro Cycling
- 2017 -  Team VéloCONCEPT

Ploegleider:
- 2018-2019 -  Team Virtu
- 2020 -  Ceratizit-WNT

Brennauer · Carleton · Colclough · Rowney · Small · Stacher · Stevens · Teutenberg · Van Dijk · Wiles · Worrack
Blaak · Brennauer · Canuel · Cromwell · Delzenne · Rowney · Small · Stacher · Stevens · Wiles · Worrack
Aubry · Baur · Hanselmann · Klein · Koedooder · Koppenburg · Laws · Lepistö · Moolman-Pasio · Numainville · Olds · Schweizer · Slappendel · Small · van Vleuten
Hanselmann · Horne · Klein · Koppenburg · Lepistö · Moolman-Pasio · Numainville · Pilote-Fortin · Pohl · Small
Barbieri · Bertine · Doebel-Hickok · Gutiérrez · Olds · Ratto · Scandolara · Schweizer · Small · Tetrick · Zaveta
Bloch · Hansen · Kerwin · Koster · Mathiesen · Mustonen · Møllebro · Neben · Penton · Sand · Schweizer · Siggaard · Small · Villumsen